# Bernkopf
Bernkopf, genannt Frauenzucht, war ein Meistersinger, der in der ersten Hälfte des 15. Jahrhunderts wirkte. Die Chronisten Eberhard Windeck und Lorenz Fries führen ausdrücklich an, dass die beiden Namen, die der Dichter in seinen Liedern selbst nennt, dieselbe Person bezeichnen. Wegen seines Interesses für die Mainzer Verhältnisse nimmt man an, dass er aus Mainz stammt oder wenigstens dort wirkte.
Von ihm sind zwei politische Lieder überliefert. In dem einen besingt er die Schlacht von Bulgnéville vom 2. Juli 1431, in der viele Pfälzer Ritter ums Leben kamen, darunter Philipp von Ingelheim. Das andere Lied handelt von einem Streit zwischen Graf Michel von Wertheim († 1440) und dem Würzburger Bischof Johann II. von Brunn († 1440) aus dem Jahr 1437.